# Черкасский, Александр Андреевич
Князь Александр Андреевич Черкасский (? — 1 (12) февраля 1749) — русский государственный деятель, смоленский губернатор (1732), генерал-лейтенант (1741), тайный советник (1747).

## Биография
Происходил из рода Черкасских; единственный сын капитана Преображенского полка князя Андрея Михайловича Черкасского (1668—1701) и Анны Фёдоровны Куракиной; внук кабардинского служилого князя Михаила Алегуковича Черкасского.
В 1708 году в чине полковника участвовал в Северной войне со Швецией. В 1730 году камергер Александр Черкасский был произведён в действительные статские советники. 
По проискам царского фаворита Эрнста Бирона, в январе 1732 года Александр Андреевич Черкасский, который стал пользоваться вниманием императрицы Анна Иоанновны, был отправлен из столицы в почётную ссылку — губернатором в Смоленск. 
В 1733 году по доносу камер-пажа Фёдора Красно-Милашевича был арестован по обвинению в государственной измене, в желании передать русский трон «голштинскому принцу» — внуку Петра Алексеевича. Также он обвинялся «во многих продерзостях и непристойных словах по показанию на него шурина его смоленского шляхтича Семена Корсака и жены его, поручика Ивана Аршеневского и домового его Черкасского, управителя Александра Пребышевского, в оскорблении особы Государыни и её семейства — предрекал ей скорую смерть, бранил её любимца Бирона и осуждал распоряжения правительства» по поводу отправки русских войск в Польшу. Следственная комиссия в марте 1734 года признала князя Черкасского виновным и приговорила его к смертной казни, которая манифестом Анна Иоанновны от 16 ноября 1734 года была заменена на пожизненную ссылку в Сибирь. Черкасский был отправлен в ссылку в Жиганское зимовье Якутского уезда Сибирской губернии. Все его имущество было передано его детям с правом жить им, где пожелают, а на содержание князя в ссылке были назначены доходы с одного из его имений. В ссылке Александр Андреевич Черкасский прожил более пяти лет. В 1739 году, когда был осуждён оклеветавший его Красно-Милашевич, А. А. Черкасский был помилован и возвращён из Сибири; в Москву возвратился в октябре 1740 года.
В 1742 году, при императрице Елизавете Петровне, Александр Андреевич Черкасский был произведён в генерал-лейтенанты, пожалован орденом Св. Александра Невского и во время коронации назначен гофмаршалом к владетельному герцогу Шлезвиг-Голштинскому Карлу-Петру-Ульриху (великому князю Петру Фёдоровичу). 
В 1747 году Александр Андреевич Черкасский был уволен со службы с чином тайного советника и скончался в феврале 1749 года.

## Семья
Александр Андреевич Черкасский был дважды женат. Его первой женой была племянница А. Д. Меншикова Наталья Андреевна, от брака с которой он имел четырёх сыновей (Петр, Михаил, Андрей и Иван) и дочь Анну.
Вторично он женился на дочери смоленского шляхтича Ивана Корсака, Анне Ивановне Корсак (?—1783), от брака с которой имел сына Алексея и дочь Варвару.